# مورد آنتون
پرونده آنتون (آلمانی: Fall Anton) اشغال نظامی فرانسه ویشی توسط آلمان و ایتالیا در پی اشغال آفریقای شمالی فرانسه بدست متفقین در نوامبر ۱۹۴۲ بود. پایان رژیم ویشی به عنوان یک دولت اسمی مستقل و انحلال ارتش آن (آتش‌بس بسیار محدود ارتش)، اما به عنوان یک دولت دست نشانده در فرانسه اشغالی به حیات خود ادامه داد. یکی از آخرین اقدامات نیروهای مسلح ویشی قبل از انحلال آنها، غرق کردن ناوگان نیروی دریایی فرانسه در تولون برای جلوگیری از افتادن آن به دست محور بود.